# Лука Йоцов
Лука Константинов Йоцов е български химик, учител и университетски преподавател, професор.

## Биография
Роден е на 2 ноември 1879 г. във Враца. Завършва основно образование в родния си град, а след това гимназия в София. От 1900 до 1904 г. учи химия в Карлсруе, Германия. По време на следването си прави опити с метакриловата киселина и се доближава до откритието на пластмасата. До 1910 г. работи в химическа фабрика в Брухзал. Резултатите от свои лабораторни опити публикува в труда си „Бележки върху полимеризацията“. От 1910 г. е учител по химия на строителните материали в средното техническо училище в София. През 1914 г. създава контролна лаборатория в училището. След 1920 г. е учител в Софийската търговска гимназия, а през 1921 г. е поканен за преподавател в Свободния университет.
На учредителния конгрес на Съюза на химиците, състоял се на 8 юни 1924 г., Лука Йоцов чете реферат на тема „Химическата индустрия в България“. През 1925 г. се провежда І конгрес на Съюза на химиците и той е избран в ръководството му и ежегодно е преизбиран на конгресите до 1928 г. На ІІ и V Конгрес през 1926 г. и 1929 г. чете рефератите „Българските химици и законопроекта за насърчаване на местната индустрия“ и „Институт за заклети химици“, в които застъпва идеята за учредяване на подобен институт. Между 1932 и 1934 г. е избран за член на Управителния съвет на Съюза на химиците, а по времето на председателството на проф. Асен Златаров, през 1935 г. е избран за подпредседател на Съюза. На ХVІ Конгрес на Съюза на химиците Лука Йоцов е избран за председател на конгреса. На ХVІІ Конгрес – през 1942 г., вече професор, Лука Йоцов отново е член на Управителния съвет. От 1933 до 1938 г. е управител и технически директор на фонда „Поморийски солници“ в Поморие. През това време рационализира производството на сол в България. През 1941 – 1942 г. участва в строежа на открити солници на Бяло море. През декември 1948 г. е назначен за съветник по солопроизводството в България със седалище Бургас.
Лука Йоцов умира на 21 февруари 1953 г.
Личният му архив се съхранява във фонд 2142К в Централен държавен архив. Той се състои от 34 архивни единици от периода 1922 – 1980 г.

## Научни публикации
През 1925 г. издава учебник в две части „Стокознание – учебно пособие за търговските гимназии, търговци, митничари и др.“. Автор е на редица научни изследвания:
- „Циментовата индустрия в България“;
- „Растително-маслената индустрия в България“, която е наградена от Българското икономическо дружество;
- „Захарната индустрия в България“;
- „Солният проблем у нас“;
- „Българската химическа наука“;
- „Вино и винена киселина“;
- „Изкуствената коприна“;
- „Кризата в захарната индустрия“;
- „Рационализация на занаятчийското производство“;
- „Преса или екстратор“;
- „Анализ на български марки цимент от лабораторията на Държавното средно техническо училище“;
- „Качествен цимент“;
- „Научен институт за строителни материали“;
- „Технико – химическо дело“;
- „Насърчаваната индустрия у нас през 1931 г.“;
- ”Фактори в нашето морско солопроизводство“.[1]